# Палестинци
Палестинци или палестински араби (на арабски: الفلسطينيون, al-filasTīnīyyūn, на иврит: פלסטינים) са арабските жители на територията на историческата област Палестина (днес – Израел и Държава Палестина) в: Юдея, Самария, Ивицата Газа, Галилея и в Западния бряг на река Йордан.
Най-разпространената религия сред тях е ислямът, някои изповядват християнство. Броят на палестинците в различните държави в Близкия изток, както следва:
- Палестинска автономия – 3,8 млн.;
- Йордания – 2,7 млн.;
- Израел – 1,3 млн.;
- Сирия – 435 хил.;
- Ливан – 405 хил.;
- и в други държави.

Съществуват многобройни палестински общини в някои американски държави – Чили (500 хил.), САЩ (68 хил.), Хондурас (54 хил.), Бразилия (50 хил.) и други.
Повечето израелски политици считат, че палестинското национално самосъзнание на тази група хора (почти изключително араби) се е сформирало през 1960-те и 1970-те години на ХХ век, предимно на антиизраелска основа. Произраелски настроените политици и общественици сочат за идеен създател на т.нар. „палестинска нация“ покойният председател на Организацията за освобождение на Палестина (ООП) Ясер Арафат.

## Език
Палестинският арабски е подгрупа на по-широкия левантийски арабски. Преди ислямското завоевание и арабизацията на Леванта през VII век, основните езици, говорени в Палестина от предимно християнски и еврейски общности, са арамейски, гръцки и сирийски. Палестинският диалект, подобно на други варианти на левантийския диалект, оказва значително влияние върху речника на арамейския език.
Палестинският диалект има три основни подразновидности: селски, градски и бедуински, като произношението Qāf служи като шиболет за разграничаването им: градската разновидност има звук [Q], докато селската разновидност (говорена в селата около големите градове) не произнася [Q] и [K]. В бедуинската разновидност (разпространена главно в южния регион и по долината на река Йордан) се използва [G] вместо [Q].
Палестинците, които живеят или работят в Израел, както и някои от тези, които живеят на Западния бряг и в Ивицата Газа, обикновено могат да говорят и съвременен иврит.